# Uvaria kweichowensis
Uvaria kweichowensis este o specie de plante angiosperme din genul Uvaria, familia Annonaceae, descrisă de Ping Tao Li. A fost clasificată de IUCN ca specie în pericol. Conform Catalogue of Life specia Uvaria kweichowensis nu are subspecii cunoscute.